# Hermann Saterdag
Hermann Saterdag (* 21. Januar 1945 in Weitmar; † 25. Juni 2013 in Weinheim) war ein deutscher Bildungsforscher und langjähriger Präsident der Universität Koblenz-Landau.

## Leben
Hermann Saterdag ging in der Gesamtschule in Weitmar, einem Stadtteil von Bochum, zur Schule. Sein Vater war im Bergbau beschäftigt. Er studierte Diplompsychologie an der Universität Münster und leitete zu Beginn seiner Berufslaufbahn eine Forschungsstelle zur Studienberatung an der Universität des Saarlandes. Nach der Promotion war Saterdag mehrere Jahre bei Infratest Wirtschaftsforschung und am Institut für Arbeitsmarkt- und Berufsforschung in Nürnberg im Bereich der Bildungsbedarfsforschung tätig. 1979 wurde er Professor für Angewandte Sozialwissenschaften und Arbeitsmarktpolitik beim Fachbereich Arbeitsverwaltung der Fachhochschule des Bundes für öffentliche Verwaltung in Mannheim (heute: Hochschule der Bundesagentur für Arbeit). Ab 1986 leitete er dort die Abteilung Arbeitsvermittlung/Berufsberatung. 1988 wechselte er als Präsident an die Erziehungswissenschaftliche Hochschule Rheinland-Pfalz (EWH). Von Anfang an setzte er sich für eine Umwandlung der Hochschule in eine Universität ein. Durch Gesetz der Landesregierung entstand zum 1. Oktober 1990 die Universität Koblenz-Landau. Saterdag wurde in seinem Amt zweimal wieder gewählt. 
In seiner Präsidentschaftszeit bis 2000 war er für die Landesregierung auch für verschiedene übergreifende hochschulpolitische Aufgaben tätig, so als Mitglied in der Hochschulstrukturkommission des rheinland-pfälzischen Ministers für Bildung, Wissenschaft und Weiterbildung, als Vorsitzender des Kuratoriums der Hochschul-Informations-System GmbH, als Gründungspräsident des deutsch-französisch-schweizerischen Kooperationsverbundes lehrerbildender Hochschulen am Oberrhein COLINGUA.
Im Sommer 2000 wechselte er als Präsident an die Fachhochschule des Bundes für öffentliche Verwaltung in Mannheim, Fachbereich Arbeitsverwaltung. Bereits im Herbst 2001 wurde Hermann Saterdag von der Landesregierung Rheinland-Pfalz unter Wissenschaftsminister Jürgen Zöllner in das neugeschaffene Amt des Regierungsbeauftragten für die Reform der Lehrerinnen- und Lehrerbildung berufen; in diesem Aufgabenbereich hatte er ab 2005 zusätzlich die Aufgabe des Vorsitzenden einer Kommission der Kultusministerkonferenz (KMK) übernommen, die die Anforderungen für das Lehramtsstudium länderübergreifend entwickelt. Er vertrat die KMK in diesem Bereich auch auf europäischer Ebene.
Hermann Saterdag war Mitglied und Vorsitzender des Hochschulrates der Hochschule Darmstadt und Mitglied des Hochschulrates der Pädagogischen Hochschule Karlsruhe.
Hermann Saterdag starb im Juni 2013 im Alter von 68 Jahren nach langer schwerer Krankheit. Er war verheiratet und hatte zwei Söhne.

## Ehrungen
- 2000: Verdienstorden des Landes Rheinland-Pfalz.

## Veröffentlichungen
- 1975: Gruppenwahrnehmung in der Interaktion zwischen Professoren, Assistenten und Studenten, Heidelberg 1975.

Von Saterdag liegen zahlreiche Publikationen zu unterschiedlichen Fragen der Bildung und insbesondere der Lehrerbildung vor.